# 玉川ダム (愛媛県)
玉川ダム（たまがわダム）は、愛媛県今治市、二級河川・蒼社川水系蒼社川に建設されたダムである。洪水調節・不特定利水・上水道・工業用水・発電を目的とする、愛媛県営の多目的ダムである。

## 沿革

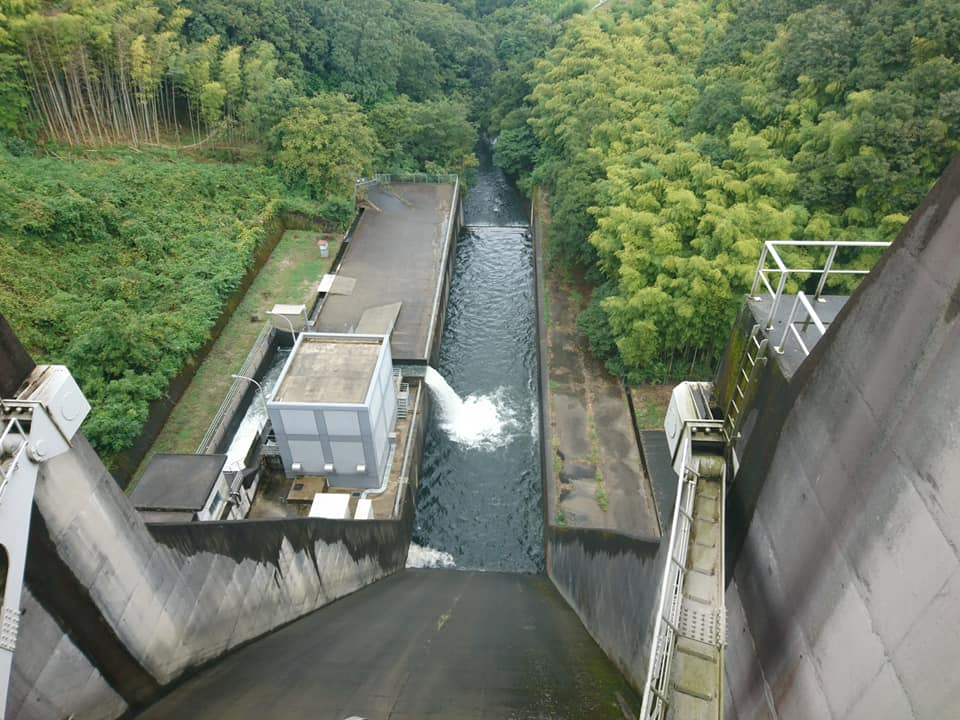

蒼社川の流域は花崗岩の風化によってできた真砂土の影響により、平野部にある山手橋周辺では天井川が形成され、表流水はわずかであった。そのため、今治市では地下水によって水不足に対応していたが、人口増加や工業用用水需要増加により地下水も不足していた。そこで、愛媛県は蒼社川総合開発事業を立ち上げ、1964年に洪水調節、不特定利水、上水道、工業用水を目的として調査を開始し、1968年にダム本体の工事に着手し、1971年3月に完成した。2017年1月には、2015年3月に着工していた小水力発電所である玉川ダム発電所が完成し、運転している。

## 撮影・ロケ
- 映画『がんばっていきまっしょい』（1998年公開）のボートレースのシーン、応援風景の撮影にダム湖が使用された[5]

## 周辺
ダム湖周辺は、春には1500本もの桜が美しく咲き誇る花見の名所となっている。周辺には公園やキャンプ場なども整備されている他、市営艇庫が設置されており学生などが放課後や休日などに練習やレースを行う姿が見られる。
- 玉川湖畔の里
- 玉川湖畔公園
- 市営玉川艇庫

## アクセス
- 瀬戸内運輸（せとうちバス）「玉川ダム」バス停